# Elachista encumeadae
Elachista encumeadae is een vlinder uit de familie grasmineermotten (Elachistidae). De wetenschappelijke naam is voor het eerst geldig gepubliceerd in 2002 door Kaila & Karsholt.
De soort komt voor in Europa.